# Jing ping
Genres dérivés
Cadence-lypso, bouyon
Le jing ping est un genre de musique folklorique originaire des plantations d'esclaves de la Dominique, également connu sous le nom familier de groupe d'accordéons. Les groupes de jing ping accompagnent une danse en cercle appelée le flirt, ainsi que le quadrille dominicain.

## Histoire
Le quadrille dominicain comporte généralement quatre figures, le pastouwèl, le lapoul, le lété et le latrinitez. Certaines régions de la Dominique, comme la Petite Savanne, abritent des variantes locales telles que le caristo. On trouve de nombreux quadrilles dans toute la Dominique, sous des noms très divers. Outre le quadrille standard, le lancer est également une danse dominicaine importante.
L'accompagnement du quadrille est assuré par un ensemble de quatre instruments appelé jing ping band. Les groupes de jing ping sont composés d'un boumboum, d'un syak ou d'un gwaj, d'un tambal ou d'un tanbou (tambourin) et d'un accordéon. La contrebasse, le violon, le banjo et la guitare sont également parfois utilisés. Les flûtes en bambou étaient à la tête des ensembles de jing ping avant les années 1940, lorsque les accordéons sont introduits. La tradition de la flûte dominicaine décline alors, malgré son utilisation dans les sérénades, jusqu'à ce qu'elle soit ravivée après les concours de l'indépendance nationale. 

## Instruments
Le groupe d'accordéons est l'ensemble d'instruments folkloriques le plus populaire de l'île de la Dominique. Il est désigné sous le nom de jing ping band, une onomatopée évoquant le son finement texturé produit par cet ensemble.

## Dans la musique contemporaine

### Cadence-lypso
Le cadence-lypso est issu du calypso de Trinité et du cadence rampa d'Haïti, avec des influences du jing ping, la musique traditionnelle dominicaine.

### Bouyon
Les légendes du bouyon, Windward Caribbean Kulture (WCK), ont joué un rôle important dans le développement du jing ping, en donnant de la crédibilité à un style qui était considéré comme arriéré et peu sophistiqué. Ils ont commencé à expérimenter une fusion de cadence-lypso et de jing ping,. 